# KkStB-Tenderreihe 37
Die kkStB-Tenderreihe 37 war eine Schlepptenderreihe der kkStB, deren Tender ursprünglich von der StEG stammten.
Die StEG beschaffte diese Tender 1866 bis 1904 bei der eigenen Fabrik für ihre Lokomotiven der Reihe StEG 33, StEG 34.0, StEG 34.5, StEG 35, StEG 38.5 und StEG 42.
Nach der Verstaatlichung reihte die kkStB die Tender als Reihe 37 ein.
Sie blieben immer mit den Maschinen der StEG gekuppelt.